# Campeonato Capixaba de Futebol Sub-17
O  Campeonato Capixaba Sub-17 é uma competição futebolística brasileira de categoria de base organizada pela Federação de Futebol do Estado do Espírito Santo (FES). Ela corresponde a categoria sub-17 do campeonato estadual do Espírito Santo.

## História
O Campeonato Capixaba Sub-17 sofre com a escassez de registros, o que não permite o conhecimento exato sobre dados relevantes, tais como a quantidade de edições realizadas e os vice-campeões. A edição mais antiga conhecida data de 2002, a qual foi vencida pela Desportiva Capixaba. No ano seguinte, o São Mateus ficou com o título. O torneio começou a ser disputado anualmente a partir de 2008 e desde então foi vencido em duas oportunidades pelo Linhares (2008 e 2011), Vilavelhense (2009), Jaguaré (2010) e São Mateus (2012).
As duas edições seguintes foram vencidas pela Desportiva Ferroviária, sendo a primeira oportunidade vencida sobre o Grêmio Laranjeiras e a segunda sobre o Linhares. Entre 2015 e 2021, o Porto Vitória conquistou um hexacampeonato de forma consecutiva. Na primeira oportunidade, a equipe venceu o Caxias na decisão. As demais conquistas vieram após triunfos sobre Desportiva Ferroviária (2016 e 2017), Atlético Itapemirim (2018), Vitória (2019) e Aster Brasil (2021).
No ano de 2020, a entidade planejou o início do torneio para o mês de abril, mas não foi realizado devido à pandemia de COVID-19.
Em 2022, o Vitória quebrou a sequência de títulos do Porto Vitória, conquistando o campeonato pela primeira vez, após derrotar o Aster Brasil na final. No ano seguinte, o Porto Vitória voltou ao pódio, vencendo pela sétima vez.

## Campeões
Anteriores
| Ano  | Campeão             | Ref.  |
| ---- | ------------------- | ----- |
| 2002 | Desportiva Capixaba | [ 1 ] |
| 2003 | São Mateus          | [ 2 ] |
| 2008 | Linhares            | [ 3 ] |

Após 2009

### Títulos por clube
| Pos  | Clube                  | Título | Vice | Semifinais |
| ---- | ---------------------- | ------ | ---- | ---------- |
| 1.º  | Porto Vitória          | 7      | —    | 1          |
| 2.º  | Desportiva Ferroviária | 3      | 5    | 3          |
| 3.º  | Linhares               | 2      | 2    | 1          |
| 4.º  | São Mateus             | 2      | —    | 2          |
| 5.º  | Vitória-ES             | 1      | 1    | 4          |
| 6.º  | Vilavelhense           | 1      | —    | 4          |
| 7.º  | Jaguaré                | 1      | —    | 1          |
| 8.º  | Aster Brasil           | —      | 2    | —          |
| 9.º  | Rio Branco-ES          | —      | 1    | 7          |
| 10.º | Atlético Itapemirim    | —      | 1    | —          |
| 10.º | Grêmio Laranjeiras     | —      | 1    | —          |
| 12.º | Real Noroeste          | —      | —    | 2          |
| 13.º | Castelense             | —      | —    | 1          |
| 13.º | Colatinense            | —      | —    | 1          |
| 13.º | Doze                   | —      | —    | 1          |

### Títulos por cidades
| Pos  | Cidade       | Título | Vice | Semifinais |
| ---- | ------------ | ------ | ---- | ---------- |
| 1.º  | Vitória      | 8      | 4    | 13         |
| 2.º  | Cariacica    | 3      | 5    | 3          |
| 3.º  | Linhares     | 2      | 2    | 1          |
| 4.º  | São Mateus   | 2      | —    | 2          |
| 5.º  | Vila Velha   | 1      | —    | 4          |
| 6.º  | Jaguaré      | 1      | —    | 1          |
| 7.º  | Serra        | —      | 1    | —          |
| 7.º  | Itapemirim   | —      | 1    | —          |
| 9.º  | Águia Branca | —      | —    | 2          |
| 10.º | Castelo      | —      | —    | 1          |
| 10.º | Colatina     | —      | —    | 1          |